# シコクママコナ
シコクママコナ（四国飯子菜、学名：Melampyrum laxum Miq. var. laxum）は、ハマウツボ科ママコナ属に分類される半寄生の一年生の1種。

## 特徴
茎の高さは20-50 cm。葉は狭卵形または長楕円状披針形で、長さ2.5-6 cm、幅0.6-2 cm、先はとがる。基部は狭まって、長さ5-10 mmの葉柄がある。両面に毛が散在する。

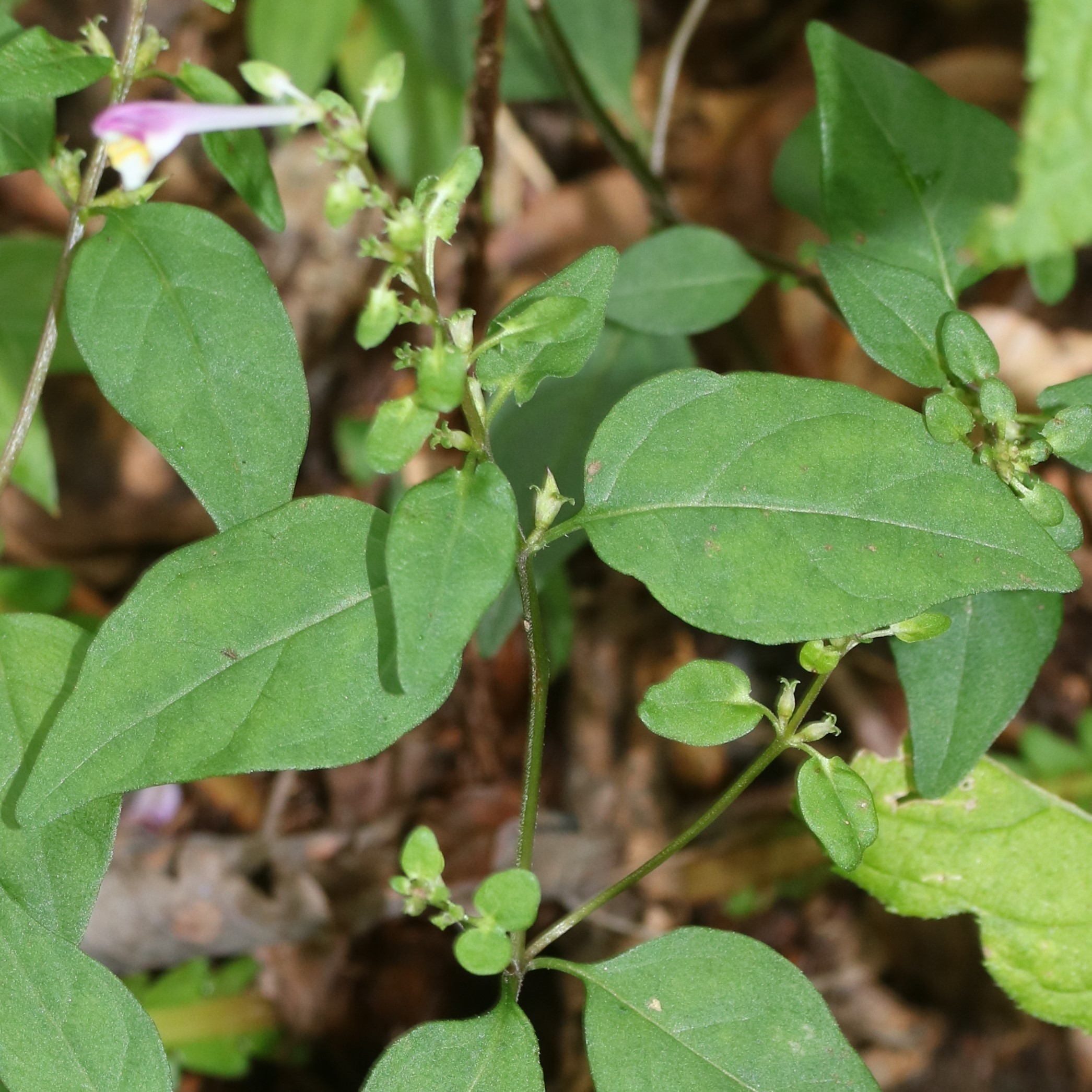
葉は狭卵形または長楕円状披針形で、葉柄がある。苞のふちに刺毛状の歯牙が散在する

上部の葉腋ごとに1花をつけるか、先端に長さ4-5 cmの花序をつくって花をつける。花冠は紅紫色で花喉の両側に黄色の斑があり、内部に黄色の斑点が広がる、長さ13-18 mm。萼片は3角状卵形から線状披針形まで変化が多く、先端は鈍いかややとがり、有毛。苞は卵形から狭披針形、先端は鈍く、ふちに刺毛状の歯牙が散在する。花期は8-9月。

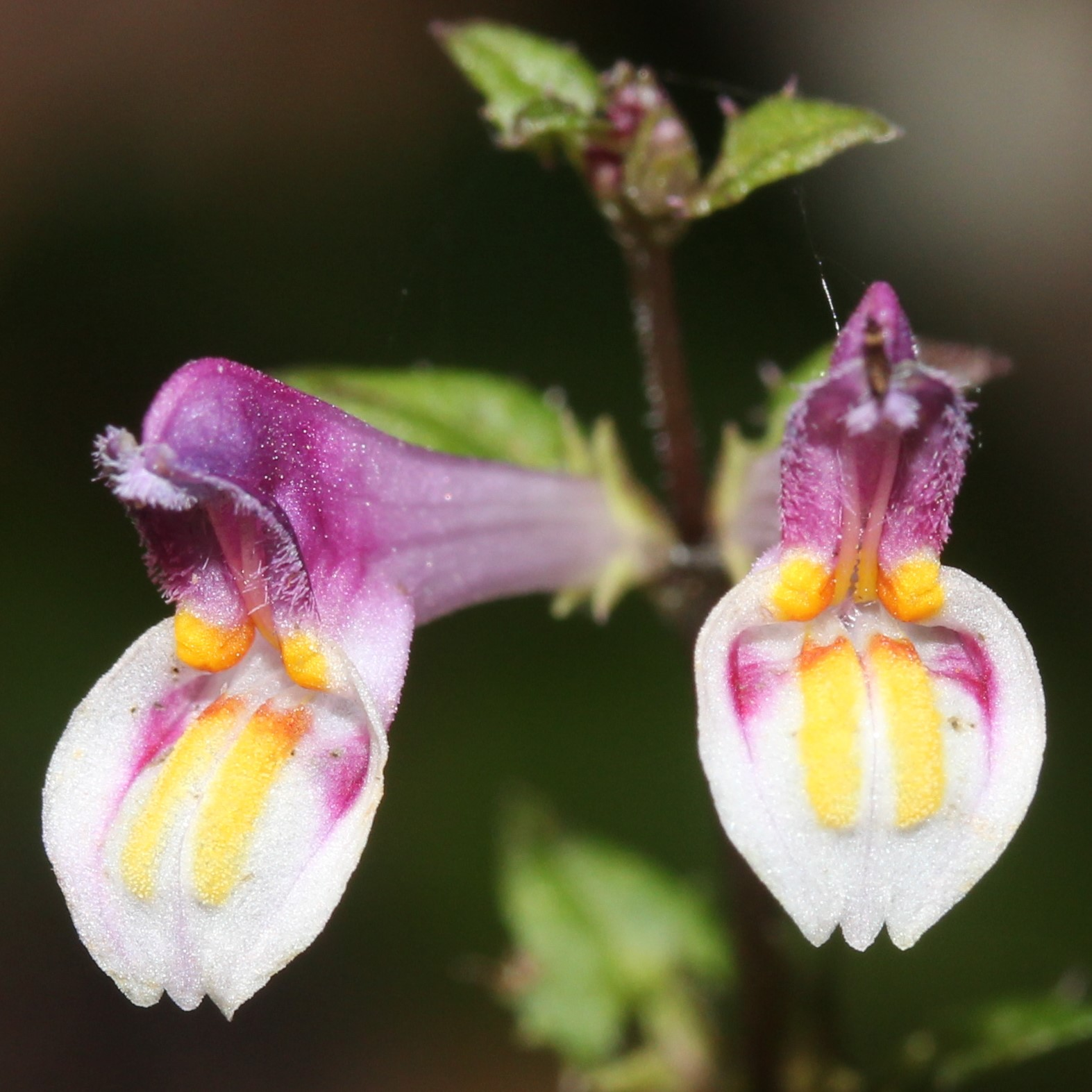
花冠は紅紫色で花喉の両側に黄色の斑があり、内部に黄色の斑点が広がる
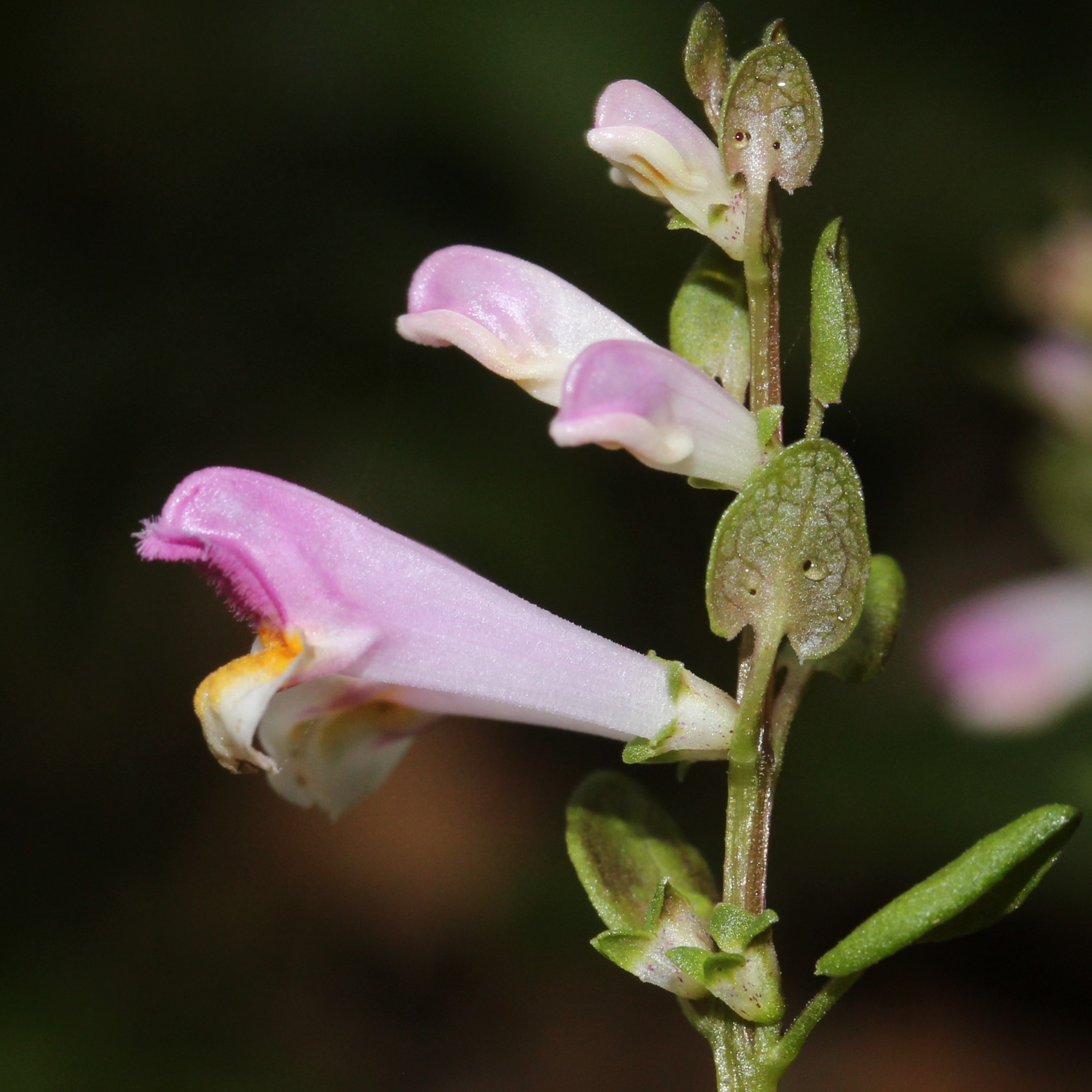
萼片の先端は鈍いかややとがり有毛

種子は楕円形。

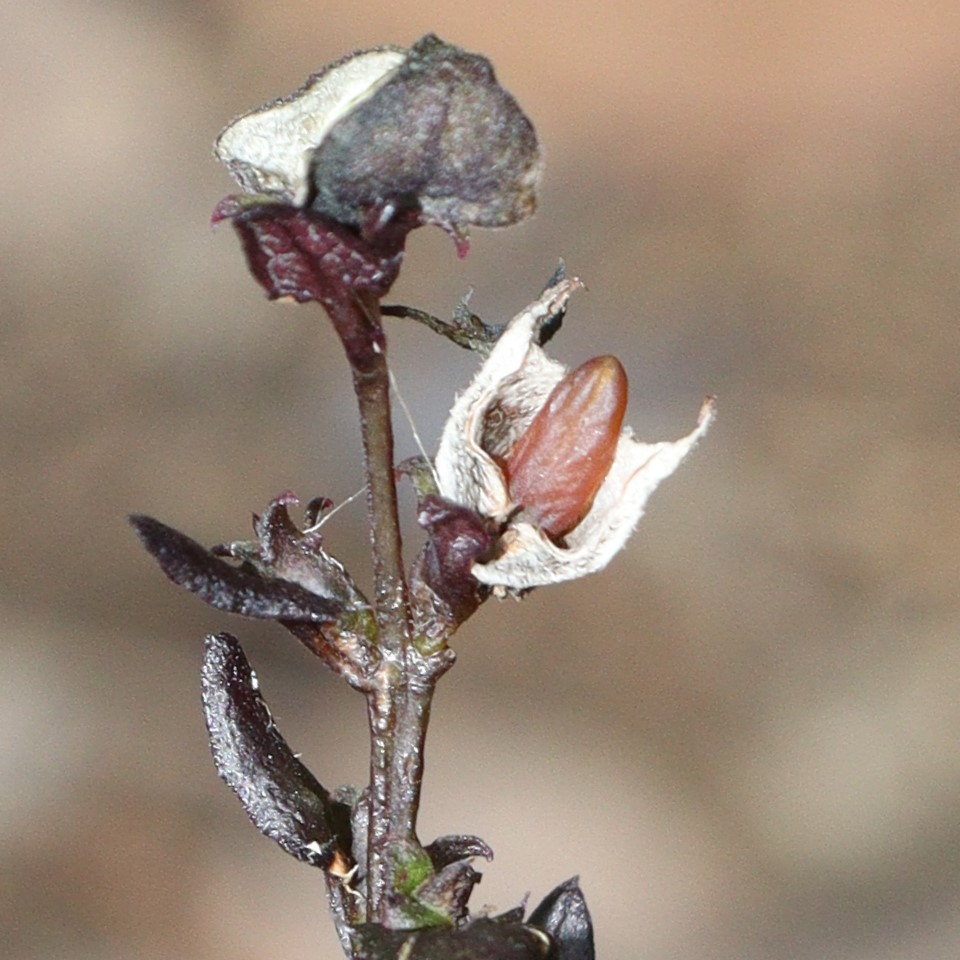
種子は楕円形

ミヤマママコナ（深山飯子菜、学名：Melampyrum laxum Miq. var. nikkoense Beauverd）は、苞のふちに鋸歯がなく、花冠の花喉の両側に黄色の斑があり、北海道西南部、本州（中北部）、四国地方西部に分布する。

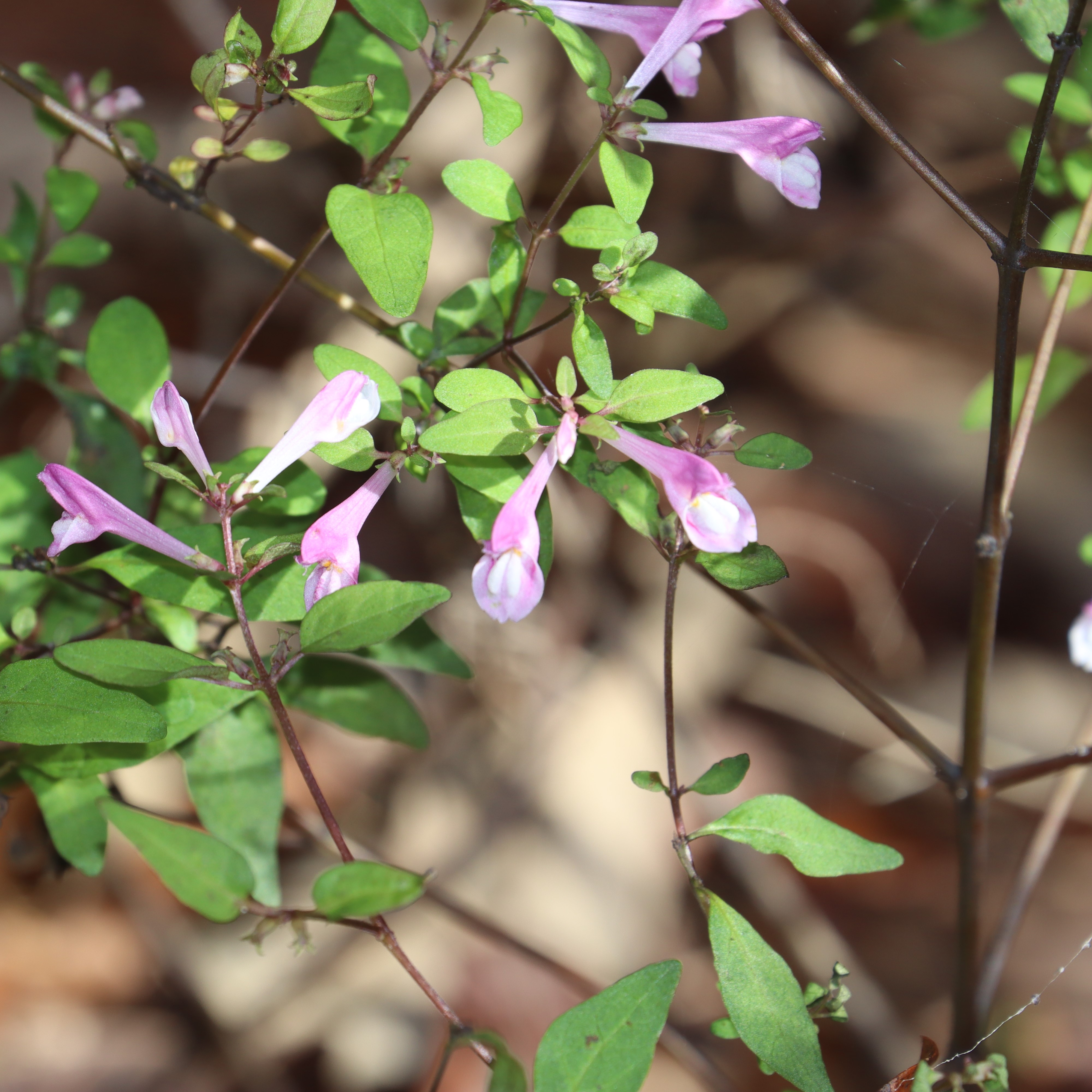
ミヤマママコナの苞のふちに鋸歯がない
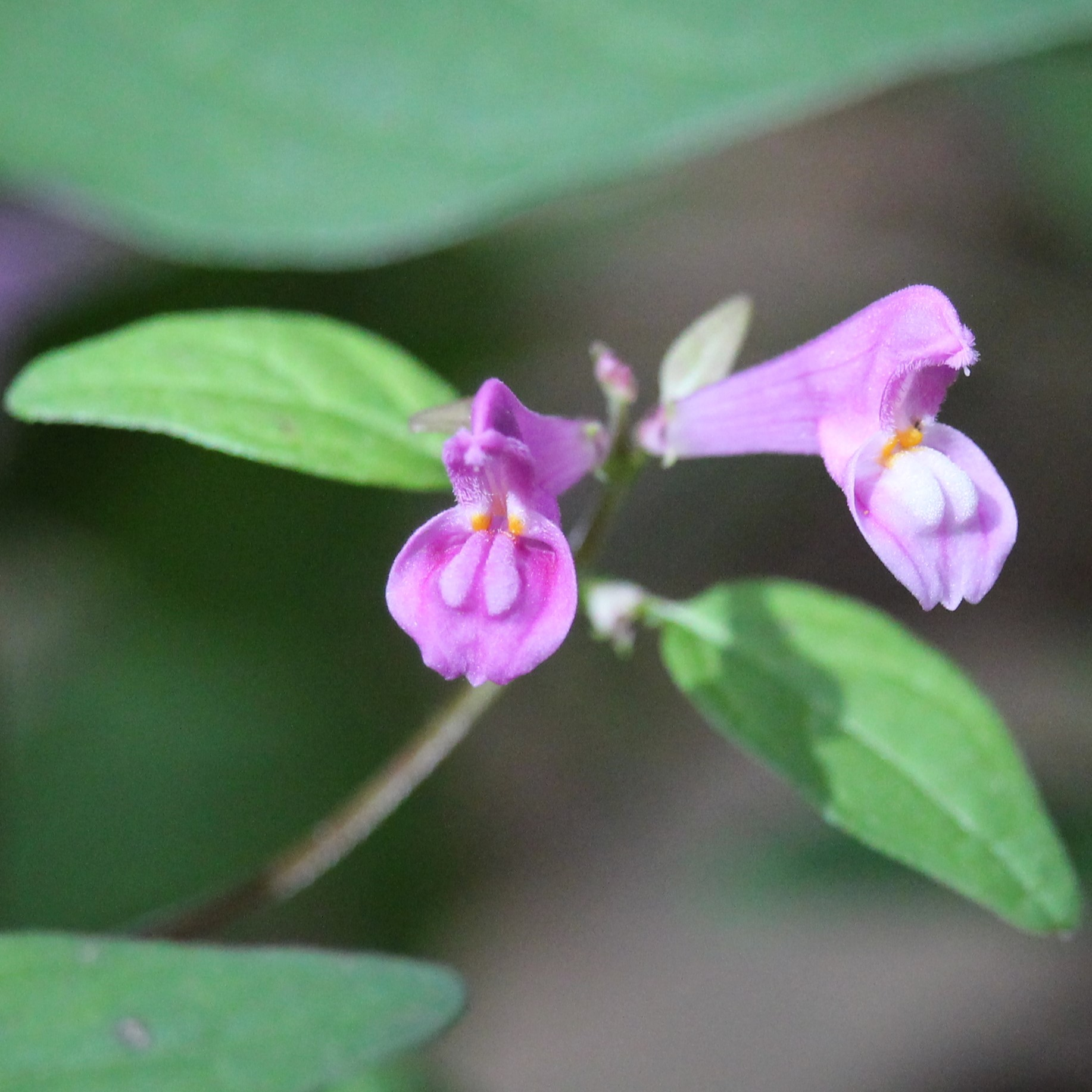
花冠の花喉の両側に黄色の斑がある

## 分布・生育環境

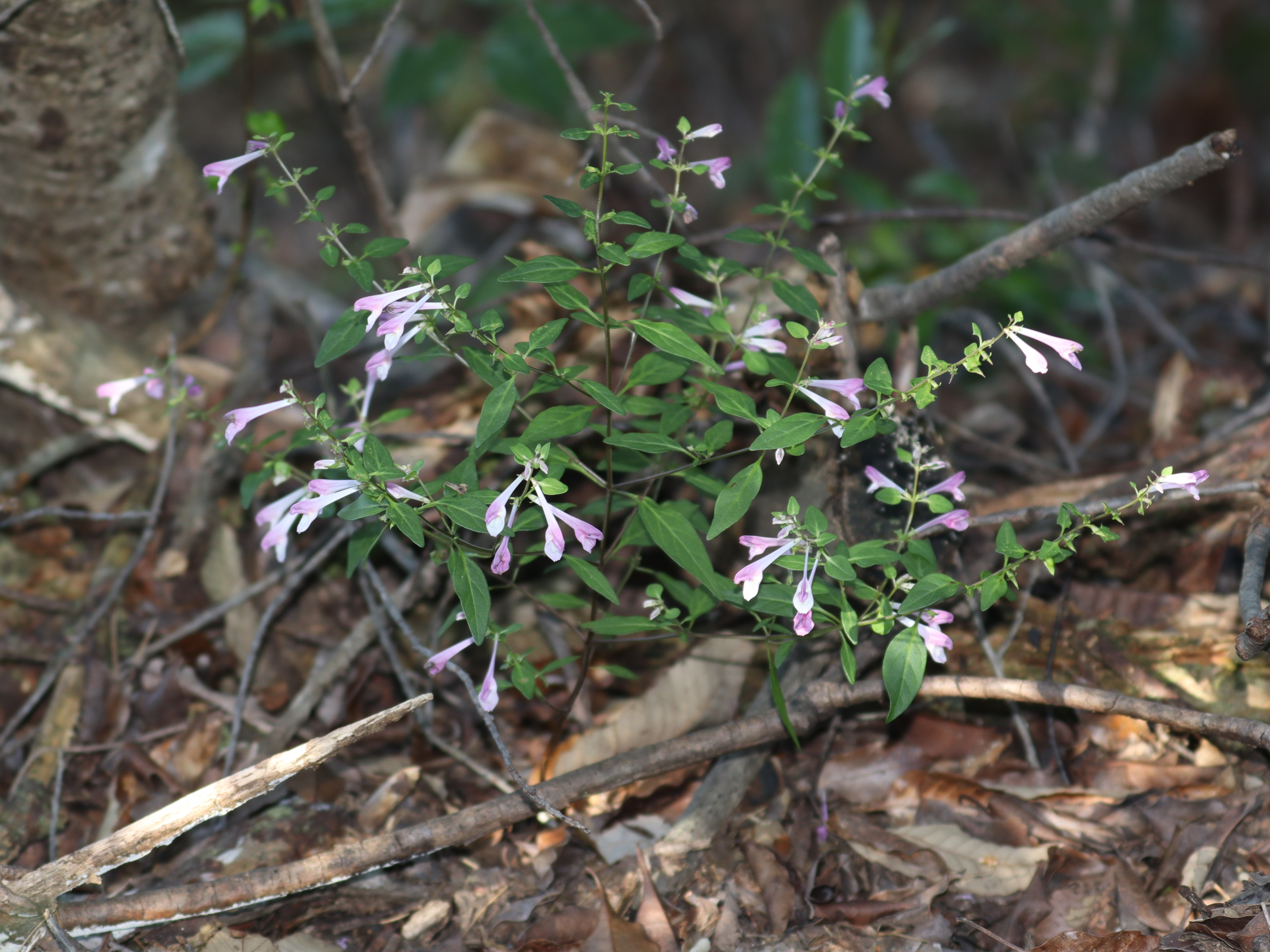
山地の林ふちに生育するシコクママコナ

日本の固有種。本州（東海地方から中国地方東部）、四国、九州に分布する。
深山の林のふちや草地に生育する。

## 種の保全状況評価
日本では環境省による国レベルのレッドリストの指定を受けていないが、以下の都道府県のレッドリストで指定を受けている。
- 絶滅危惧I類 - 石川県[6]
- 絶滅危惧II類 - 宮城県[7]、鹿児島県[8]
- 準絶滅危惧 - 佐賀県[9]